# Episodi de Il maresciallo Rocca (prima stagione)
La prima stagione de Il maresciallo Rocca è costituita da 8 episodi ed è stata trasmessa in prima visione dal 16 gennaio al 13 marzo 1996 su Rai 2. Questa prima stagione ottenne risultati auditel eccezionali: dagli 8 milioni di spettatori ottenuti nella prima puntata si arrivò al record di 15 milioni e il 50% di share nell'ultimo episodio del 12 marzo 1996.
| nº    | Titolo                       | Prima TV Italia  | Telespettatori | Share  | Fonte  |
| ----- | ---------------------------- | ---------------- | -------------- | ------ | ------ |
| 1     | Una morte annunciata         | 16 gennaio 1996  | 8 739 000      | 30,03% | [ 3 ]  |
| 2     | Senso di colpa               | 23 gennaio 1996  | 10 636 000     | 35,99% | [ 4 ]  |
| 3     | Morte di una ragazza polacca | 30 gennaio 1996  | 10 965 000     | 35,64% | [ 5 ]  |
| 4     | Violenza privata             | 6 febbraio 1996  | 11 530 000     | 37,75% | [ 6 ]  |
| 5     | Morire d'amore               | 13 febbraio 1996 | 12 028 000     | 40,38% | [ 7 ]  |
| 6     | L'ostaggio                   | 27 febbraio 1996 | 13 721 000     | 44,74% | [ 8 ]  |
| 7     | L'amica del cuore            | 5 marzo 1996     | 12 305 000     | 39,72% | [ 9 ]  |
| 8     | La vendetta                  | 12 marzo 1996    | 15 585 000     | 50,27% | [ 10 ] |
| Media | Media                        | Media            | 11 938 000     | 39,31% |        |

## Una morte annunciata
- Diretto da: Giorgio Capitani
- Scritto da: Laura Toscano, Franco Marotta

### Trama
L'episodio si apre con una macchina dei Carabinieri che sfreccia a sirene spiegate. All'interno il maresciallo Giovanni Rocca, con un'aria preoccupata. Si sta recando presso un cantiere edile dove il barista ed ex operaio di quel cantiere Giuseppe Alfò minaccia il suicidio. Rocca sembra riuscire a dissuaderlo ma, insospettito, vuole vederci chiaro. Durante le indagini, Rocca reincontra una sua vecchia fiamma, Angela, moglie di Alfò, che sembra nascondere qualcosa. La sera stessa l'uomo viene ritrovato morto soffocato all'interno della sua auto. Per il sostituto procuratore Mannino non ci sono dubbi: è suicidio. Ma Rocca crede che si tratti di omicidio, e si ritroverà a sospettare proprio di Angela e del suo amante, il geometra Mario Stesa, amico di Alfò. Stesa verrà ucciso, gettato dall'impalcatura dello stesso cantiere dove Alfò voleva inscenare il tentato suicidio per attirare l'attenzione dei Carabinieri. Scoperto un giro di usura, Rocca infine scoprirà il vero colpevole dei delitti: uno strozzino, che faceva parte di un'organizzazione criminale composta da un gruppo di professionisti fino ad allora del tutto insospettabili, che il maresciallo assicurerà alla giustizia. Intanto Rocca conosce Margherita, che ha rilevato la farmacia vicino alla stazione dei Carabinieri. Nell'episodio impariamo a conoscere il maresciallo, che è vedovo, e i suoi tre figli: Giacomo di 20 anni, Daniela di 17 e Roberto di 13, l'indispensabile brigadiere Alfio Cacciapuoti, il capitano Daniele Aloisi e i carabinieri della stazione: Michele Banti, Carmelo Russo, Antonio Fait, Sergio Castrilli e Giulio Antonangeli.
- Altri interpreti: Giacomo Piperno (Davide Alfieri), Anita Zagaria (Angela Alfò), Ugo Campili (Antonio Milesi), Edoardo Siravo (Mario Stesa), Marina Viro (Rita Manzi), Nino Castelnuovo (Giuseppe Alfò), Enrico Brignano (Dottor Caleffi, il medico legale), Adelaide Aste (La signorina Frontoni).
- Note: Maurizio Aiello non compare in questo episodio

## Senso di colpa
- Diretto da: Giorgio Capitani
- Scritto da: Laura Toscano, Franco Marotta

### Trama
Rocca deve trovare un posto per dormire a Serafino, un anziano senza una lira che, alla notifica dello sfratto, ha minacciato di dar fuoco alla casa. Decide di mandarlo a Villa Rosa, casa di riposo che ha conosciuto indagando sull'incidente occorso ad un'altra ospite, la signora Gorizia. Ma quella sera stessa Villa Rosa viene devastata da un grosso incendio. L'unica vittima è proprio Serafino, ritrovato nelle cantine da dove il rogo è partito e per questo principale sospettato dell'accaduto. Tuttavia Rocca è convinto che non sia lui il vero colpevole, e nel frattempo deve far capire al figlio più piccolo, Roberto, che non possono tenere Birillo, il cane di Serafino, ma i figli lo convinceranno ad adottare l'animale. Alla fine, il maresciallo riesce a scoprire la verità: a dare fuoco alla casa di riposo è stato Meroli, elettricista e proprietario di uno sfasciacarrozze, che, d'accordo con la proprietaria della casa di riposo Rosa Melchiorre, aveva manomesso l'impianto elettrico in modo che provocasse un incendio: in questo modo i due avrebbero intascato la grossa somma dell'assicurazione (3 miliardi di lire). Inoltre scopre che proprio la giovane moglie di Meroli aveva investito Gorizia con l'automobile.
- Altri interpreti: Maria Fiore (Rosa Melchiorre), Gianni Musy (Passigli), Anita Zagaria (Angela Alfò), Howard Ross (Vincenzo Scarano), Elodie Treccani (Claudia), Carlo Valli (Augusto Meroli), Riccardo Cucciolla (Serafino Calcata), Maria Monsè (Gina Meroli)
- C'è un errore nella scena di un colloquio tra Rocca e il dottor Mannino: quest'ultimo chiama Serafino col cognome di Gagliardi, ma poco dopo sulla tomba dell'uomo si legge il cognome Calcata, a eccezione che uno dei due cognomi è materno.
- Altro errore: c'è un calendario nell'ufficio di Rocca che riporta GIUGNO 1995, mentre sulla tomba di Serafino la data di morte è 26 luglio 1995.
- Note: Maurizio Aiello non compare in questo episodio

## Morte di una ragazza polacca
- Diretto da: Giorgio Capitani
- Scritto da: Laura Toscano, Franco Marotta

### Trama
Il corpo di una bella ragazza viene scaraventato fuori da un'auto in corsa, lungo la strada provinciale: è giovanissima, massacrata di botte, senza documenti. Giacomo, il figlio di Rocca, l'ha conosciuta in discoteca il sabato precedente, insieme ad un'amica con un vistoso paio di stivali rossi. Così Rocca prima deve allontanare il sospetto che suo figlio possa avere qualcosa a che fare con il delitto (in quanto Giacomo è una delle ultime persone ad aver visto la ragazza ancora in vita): è in questo contesto che Daniela conosce Marco, chiamato come testimone. Il maresciallo poi inizia ad indagare nel giro della prostituzione, riuscendo ad arrestare prima un protettore e poi un impiegato del banco dei pegni colpevole di ricettazione, al quale la ragazza dagli stivali rossi aveva portato una grossa partita di gioielli rubati di proprietà della signora Caterina Moghi, la proprietaria di una fattoria. Alla fine il maresciallo scoprirà che a uccidere Hanna (questo il nome della sventurata ragazza) è stata proprio la Moghi, presso la quale la vittima lavorava come bracciante clandestina in condizioni disumane, perché quest'ultima le aveva rubato i gioielli per pagarsi il biglietto aereo per tornare in Polonia.
- Altri interpreti: Valentina Lainati (Maria Kozminski, la ragazza polacca con gli stivali rossi), Elodie Treccani (Claudia), Valeria Fabrizi (Caterina Moghi), Gianni Musy (Passigli), Enrico Brignano (Dottor Caleffi, il medico legale), Daniele Griggio (Giulio De Marchi), Antonio Zequila (Massimini, il proprietario della discoteca), Katiusha Kopnina (Amica di Maria)
- Nota: durante il fermo delle ragazze si intravede uno dei cameramen durante le riprese.

## Violenza privata
- Diretto da: Giorgio Capitani
- Scritto da: Laura Toscano, Franco Marotta

### Trama
Indagando sul ricovero in ospedale di un bambino ferito in seguito a una lite domestica, Rocca finisce per fare irruzione con i suoi uomini nella villa del finanziere Hans Bitosso, dove sorprende mezza città che conta, compresa la figlia del sindaco e alcune alte personalità, durante un festino. Lo scandalo è inevitabile: si parla di balletti rosa e le foto scattate di nascosto dal reporter Passigli finiscono sulle pagine di tutti i giornali. Rocca, entrato nella villa senza mandato, questa volta rischia molto e ha contro tutti. Ma l'omicidio del reporter riporta le indagini nella giusta direzione. Rocca scoprirà che l'omicidio di Passigli è stato ordito proprio da Bitosso tramite i due ricercati, che il finanziere aveva inviato per recuperare una foto compromettente. La foto ritraeva infatti lo stesso finanziere insieme ad un pericoloso ricercato, che il finanziere nascondeva nella sua villa durante il festino, e che verrà poi catturato da Rocca.
- Altri interpreti: Gianni Musy (Passigli), Beppe Tosco (Francesco Bartoli), Anita Zagaria (Angela Alfò), Tosca D'Aquino (Maria Bartoli), Elodie Treccani (Claudia), Jacques Sernas (Hans Bitosso), Paolo Triestino (dottor Paolo Borghi), Manuela Morabito (Carla Tucci), Enrico Brignano (Dottor Caleffi, il medico legale), Gianni Williams (Enrico Rizzo)

## Morire d'amore
- Diretto da: Giorgio Capitani
- Scritto da: Laura Toscano, Franco Marotta

### Trama
Rocca, preso dai problemi di Giacomo, trasferitosi in un'altra casa, e dalla storia con Margherita, non si accorge dei cambiamenti improvvisi che si verificano all'interno della stazione: Antonio Fait, uno degli uomini migliori, mostra segni di intemperanza, a causa della tossicodipendenza della sua ragazza, Claudia, che coinvolge non solo il giovane carabiniere, ma un vero e proprio giro malavitoso. Di questo giro viene a conoscenza anche Rocca, e con il resto del gruppo fa irruzione in una cartiera abbandonata fuori città, nel tentativo di prendere i trafficanti con le mani nel sacco, ma non c'è traccia di droga. L'operazione è infatti andata a monte a causa della doppia soffiata di Morissi, informatore di Rocca, che ha fornito le stesse informazioni sia ai carabinieri che alla polizia. Per questo motivo, i due gruppi di forze dell'ordine fanno irruzione nella cartiera contemporaneamente, rischiando quasi di spararsi a vicenda. Lo stesso Rocca si trova improvvisamente di fronte a Marco Sallustri, il poliziotto fidanzato di sua figlia Daniela. I malviventi hanno così il tempo di fuggire con il carico di droga. La colpa dell'irruzione viene attribuita a Claudia, che un attimo prima era andata a comprare una dose. Claudia verrà accusata di aver dato la soffiata ai carabinieri, e sarà picchiata a sangue dai suoi pusher, perdendo anche il bambino che aspettava da Antonio. Questi, in preda alla rabbia, ritornerà nella cartiera abbandonata, con l'intento di affrontare gli aggressori, ma verrà brutalmente ucciso. La scoperta del corpo è un colpo duro per tutti. Rocca non dorme, non mangia e fa correre grossi pericoli al suo informatore Morissi, che verrà aggredito, minacciando di spargere la voce che è un infame se non si farà dire entro le prossime ventiquattrore il luogo dove è stata portata la droga. Quando, però, in una macchina affondata nel fiume, vengono trovati i corpi dei due killer di Fait, Rocca riesce a catturare il mandante dell'omicidio, cioè lo spacciatore, e il resto del clan, tra cui un avvocato. La puntata si conclude con il trasporto del feretro di Fait alla stazione ferroviaria, da cui ritornerà nel paese natale per le esequie.
- Altri interpreti: Elodie Treccani (Claudia), Gigi Montini (Morissi), Fernando Cerulli (Vito Carusi), Rosanna Papalini (Rosa Cacciapuoti)
- nota: nel cinema a luci rosse dove avviene l'incontro tra il maresciallo Rocco e il suo informatore Morissi, viene proiettato Chinese Kamasutra di Aristide massaccesi sotto pseudonimo. che però è un erotico non un hard.

## L'ostaggio
- Diretto da: Lodovico Gasparini
- Scritto da: Laura Toscano, Franco Marotta

### Trama
Alla stazione di Viterbo arriva il carabiniere Michele Falcetti, venuto a sostituire Antonio Fait, ucciso poco tempo prima. Nel frattempo Rocca è costretto a rimandare l'esame per avanzare di grado a causa di una rapina in un supermercato, che ha visto coinvolti suo figlio tredicenne Roberto, che viene preso in ostaggio, Banti, rimasto gravemente ferito nel conflitto a fuoco con i rapinatori, Margherita, della cui presenza i rapinatori non si sono accorti di niente e le due guardie giurate, rimaste uccise. Il rapimento di Roberto mette in crisi la famiglia Rocca: il più sconvolto è Giacomo, che vorrebbe partire alla ricerca del fratello e prima discute con Marco e Daniela scagliandosi anche contro Margherita, poi litiga pesantemente con suo padre, dal quale riceve un ceffone. Perfino il cane Birillo viene coinvolto nella vicenda in quanto picchiato dai sequestratori nel tentativo di difendere il ragazzo. Intanto si batte a tappeto la zona, vengono attivati i reparti speciali a cavallo e le unità cinofile. Grazie anche a delle soffiate da parte di Morissi e a una segnalazione di Margherita (dopo un acquisto sospetto in farmacia), Rocca riuscirà a ritrovare il figlio insieme a Marco e Giacomo, giunti sul posto guidati anche dalle tracce che Roberto ha abilmente lasciato, e ad arrestare i rapinatori (tra cui uno che faceva il palo ai rapinatori, che però veniva gravemente ferito da Banti mentre fuggiva con i complici e con il figlio di Rocca per poi morire poche ore dopo per quella ferita, da qui l'acquisto sospetto in farmacia nel vano tentativo di salvargli la vita), tra i quali è presente anche la segretaria del direttore del supermercato rapinato Elena Curti. Quest'ultima era stata fino ad allora creduta il secondo ostaggio dei criminali, ma in realtà era la loro informatrice all'interno del supermercato, avendo segnalato ai suoi complici il momento adatto per compiere la rapina. Quelli avevano poi fatto credere di rapirla come ostaggio per sviare i sospetti. Rocca deve però fare momentaneamente a meno di Cacciapuoti, colto da un infarto durante le perlustrazioni, e salvato in extremis dopo un tempestivo trasporto in ospedale. La puntata si conclude con una piccola festicciola e il congedo di Cacciapuoti per ragioni di salute.
- Altri interpreti: Anna Kanakis (Elena Curti), Luigi Montini (Morissi), Francesco Acquaroli (Vincenzo, il rapinatore), Angelo Maggi (Max, il rapinatore che faceva il palo), Antonio Pennarella (l'altro rapinatore), Rosa Pianeta (Carla Curti)

## L'amica del cuore
- Diretto da: Lodovico Gasparini
- Scritto da: Laura Toscano, Franco Marotta

### Trama
Sandra Varano, amica e compagna di scuola di Daniela, scompare misteriosamente. Prima della scomparsa, Daniela la vede litigare con il suo fidanzato. Il ragazzo, interrogato da Rocca, nega di avere a che fare con l'accaduto. Il ritrovamento del motorino e dei vestiti della ragazza fa pensare al peggio e stranamente Daniela è reticente, come se stesse nascondendo un segreto. Sembrano inoltre nascondere qualcosa anche i genitori della ragazza scomparsa, il cui rapporto matrimoniale è ormai da tempo in crisi. Le indagini porteranno Rocca a scoprire che la ragazza si era rivolta ad un'infermiera che praticava aborti clandestini per interrompere una gravidanza non voluta. Alla fine Rocca scoprirà che la ragazza si era rifugiata da un amico chitarrista per fuggire dal padre, legato morbosamente a lei e padre del bambino che la ragazza aspettava. Frattanto Cacciapuoti, seppur in congedo e sostituito dal ligio e logorroico brigadiere Stefano Alfano, aiuta comunque privatamente Rocca nelle indagini.
- Altri interpreti: Ettore Bassi (Giorgio Massenzi), Gaia Zoppi (Sandra Varano), Valeria Ciangottini (Franca Varano), Orso Maria Guerrini (Francesco Varano), Michele De Virgilio (Mimmo, il chitarrista), Antonio Zequila (Massimini, il proprietario della discoteca)
- Roberto Accornero e Enrico Brignano non compaiono in questo episodio.
- Orso Maria Guerrini, Maurizio Aiello e Valeria Ciangottini hanno lavorato tutti e tre, anni dopo, per due stagioni all'altra fiction Rai Amanti e segreti.

## La vendetta
- Diretto da: Lodovico Gasparini
- Scritto da: Laura Toscano, Franco Marotta

### Trama
Domenico Scala, un pericoloso delinquente, evade dal carcere di massima sicurezza durante un trasferimento, in seguito a un agguato dei suoi complici che costa la vita a quattro carabinieri. Rocca è in pericolo, perché Scala, ritenendolo responsabile del suicidio in carcere del fratello, ha deciso di vendicarsi. Il maresciallo, che si accingeva a festeggiare il fidanzamento con Margherita, deve ora pensare a proteggere i suoi cari. Infatti, mentre sua figlia Daniela sta per tornare a casa per la festa, Scala, per prendersi gioco di Rocca, gli dà un falso appuntamento in un luogo deserto, facendogli credere di avergli rapito la figlia, che invece, come Rocca scopre subito dopo, è normalmente rientrata insieme al fidanzato Marco. Il maresciallo allora, temendo per l'incolumità dei suoi figli, li manda da sua sorella Antonietta per qualche giorno. Il giorno dopo Scala, con la sua banda, rapina la banca che già aveva assaltato due anni prima (in cui avevano perso la vita una guardia giurata e una ragazza di 19 anni e in cui Scala e suo fratello minore erano stati arrestati proprio da Rocca), e ordisce un piano molto astuto per fare in modo che Rocca venga accusato di complicità nella rapina: il criminale infatti nasconde in una scatola di biscotti, una parte del bottino della rapina, ben 100 milioni di lire, facendola recapitare a casa del maresciallo da un complice spacciatosi per fattorino, mentre un altro suo complice, Chiumella, si fa arrestare apposta dalla Polizia e durante l'interrogatorio confessa al dottor Mannino della presunta complicità fra Scala e il maresciallo. A casa Rocca arriva una strana telefonata che informa il maresciallo dell'arresto di Chiumella e così Mannino, che aveva fatto mettere il telefono di Rocca sotto controllo per salvaguardare la sua sicurezza, lo sospende dal servizio, ma con l'aiuto di Marco e di Cacciapuoti, il maresciallo riesce a scoprire che Scala e la sua banda si sono rifugiati in una roulotte in un campeggio vicino a Nettuno. Anche gli uomini di Rocca e il capitano Aloisi raggiungono e circondano il campeggio. Prima di fuggire con la banda, Scala attende però che Maria, una sua ex fidanzata (che nel frattempo ha sposato un altro uomo), gli consegni la bambina che Scala aveva avuto da lei anni prima e che intende portare con sé nella fuga. La donna, terrorizzata da Scala che minaccia di ammazzarle il marito, accompagna la figlia al campeggio. Ma uno degli uomini di Scala, che era uscito per un sopralluogo, si accorge della presenza di Rocca e dei suoi uomini e, imbattutosi nella figlia di Scala, che stava sopraggiungendo con la madre, la prende in ostaggio. Rocca tenta invano di farlo ragionare, ma la bambina si divincola e corre verso Rocca, che la prende in braccio, ma viene ferito alla spalla dal criminale. A questo punto Scala, che dal camper ha assistito alla scena, uccide il complice con un fucile di precisione e, uscito dal camper, si avvicina a Rocca con la pistola in pugno, intenzionato a ucciderlo, nonostante sia ormai circondato e sotto tiro da parte di diversi carabinieri. Rocca, però, intima ai colleghi di non sparare, per evitare pericoli alla bambina, e chiede la stessa cosa a Scala, almeno finché la bambina non si sia allontanata da lui. La bambina raggiunge allora Scala, il quale, pur sembrando deciso a sparare a Rocca ad ogni costo, dopo attimi di tensione, si convince ad arrendersi quando la sua ex convivente gli chiede di farlo per la bambina. Rocca, ormai scagionato dalle false accuse, e nonostante la ferita alla spalla, può finalmente celebrare la festa di fidanzamento con Margherita.
- Altri interpreti: Emilio De Marchi (Domenico Scala), Imma Piro (Maria Adorni), Stefano Abbati (Biondino), Francesco Gusmitta (Luca Pilotto), Michelangelo Pulci (Manfredi Corso), Gabriele Pao Pei Andreoli (Tenente Pascutti), Angelo Pellegrino (Chiumella), Andrea Tidona (il direttore del carcere in cui era detenuto Scala), Antonella Troise (Luisa Adorni), Igor Zalewsky (complice), Giuliano Ghiselli (avvocato Mauri), Giampaolo Innocentini (Mastretta).
- C'è un errore in una scena che si svolge in casa di Cacciapuoti: durante una conversazione con quest'ultimo e Marco, Rocca, in risposta a Marco, che, meravigliato della grande memoria di Cacciapuoti, lo ha chiamato "mitico", fa presente al giovane poliziotto, in tono scherzoso, che sono tutti i carabinieri ad avere una memoria eccezionale, e aggiunge: "Io, se volessi, mi potrei ricordare a memoria tutte le formazioni delle nazionali di calcio che hanno partecipato ai campionati del mondo del 1936, i nomi degli arbitri, i nomi dei guardalinee e pure i nomi di tutti gli spettatori della curva Nord". In realtà il 1936 è l'anno delle Olimpiadi di Berlino, mentre i mondiali di calcio ai quali probabilmente si riferisce Rocca sono quelli che si svolsero nel 1934 a Roma oppure nel 1938 a Parigi, entrambi, tra l'altro, vittoriosi per l'Italia.
- Nota: Né Enrico Brignano né Paolo Gasparini né Ruben Rigillo compaiono in questo episodio, questi ultimi due sostituiti da due comparse in veste di carabinieri.